# Wilford Woodruff
Wilford Woodruff, född 1 mars 1807 i Farmington, Connecticut, död 2 september 1898 i San Francisco, Kalifornien, var den fjärde presidenten för Jesu Kristi Kyrka av Sista Dagars Heliga.
Han blev medlem i kyrkan år 1833. Han är också känd för sina dagböcker som ger en inblick i kyrkans historia. Han var kyrkans officiella kyrkohistoriker 1883-1889. Han blev kyrkans president 1889. Han hade dock varit kyrkans ledare i egenskap av ledare för de tolv apostlarnas kvorum, sedan den tidigare presidenten, John Taylors död två år tidigare. Under Woodruffs tid som president förbjöd kyrkan polygami. En del medlemmar kom dock att fortsätta ingå nya äktenskap fram till 1904. Under Woodruffs presidenttid invigdes Salt Lake-templet i Salt Lake City, som tagit 40 år att bygga.
Woodruff avled vid 91 års ålder den 2 september 1898 och kom att efterträdas som kyrkans president av sin svärson, Lorenzo Snow.